# Stegana furta
Stegana furta is een vliegensoort uit de familie van de fruitvliegen (Drosophilidae). De wetenschappelijke naam van de soort is gepubliceerd in 1766 door Linnaeus.